# Edi Gathegi
Edi Gathegi, född 10 mars 1979 i Nairobi, Kenya, är en amerikansk skådespelare. Han är bland annat känd som vampyren Laurent i filmerna Twilight och New Moon, samt mutanten Darwin i X-Men: First Class. Han har även medverkat bland annat i TV-serien House.

## Filmografi (urval)
- 2006 – Crank
- 2007 – Death Sentence
- 2007 – The Fifth Patient
- 2009 – New moon
- 2009 – My Bloody Valentine 3D
- 2009 – Operating Instructions
- 2011 – X-Men: First Class
- 2011 – Atlas Shrugged: Part I